# واجیر، کنیا

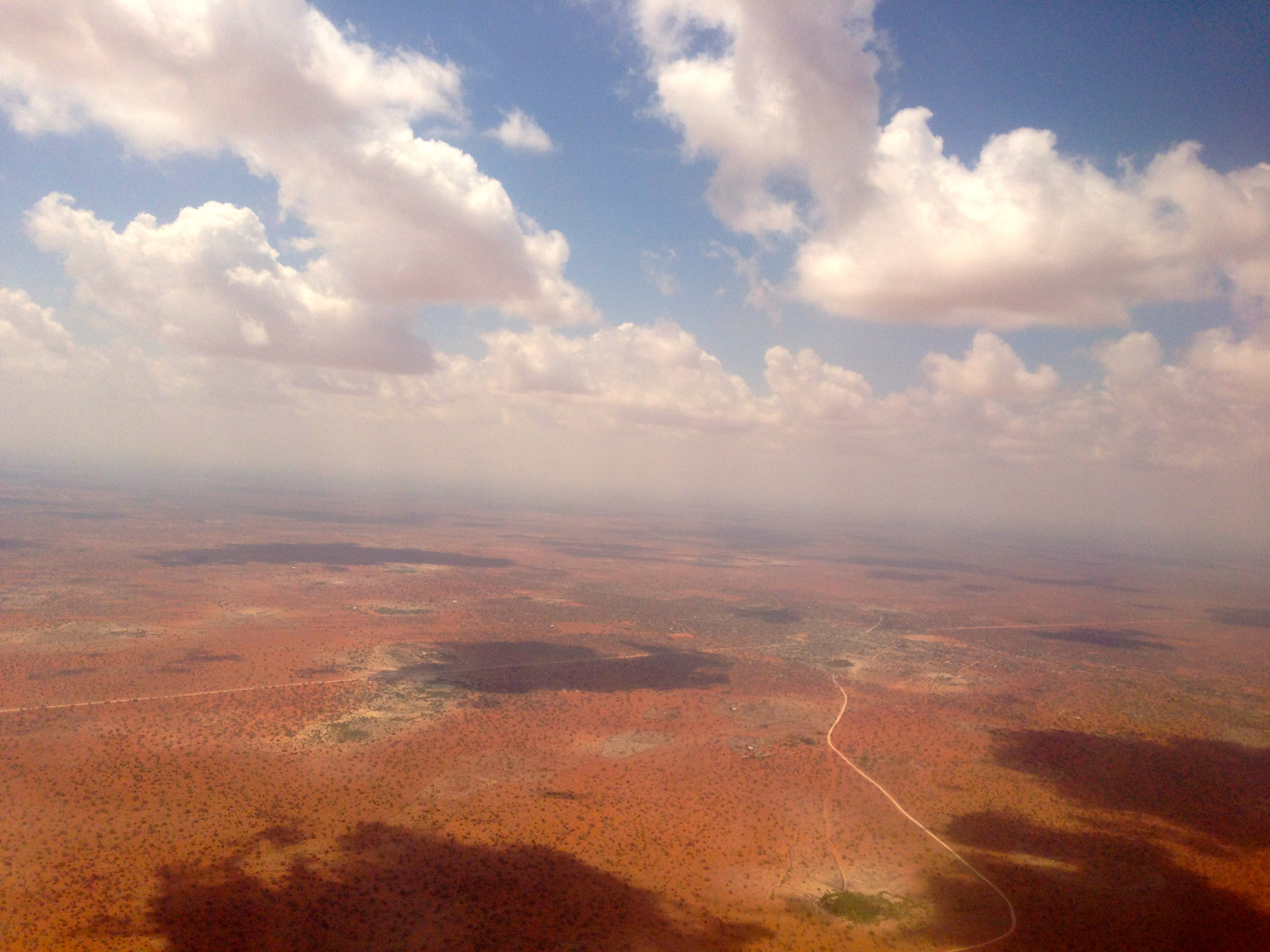

واجیر (به انگلیسی: Wajir) شهری در استان شمال شرقی واقع در کشور Kenya است که در سال ۱۹۹۹ میلادی ۳۲٫۲۳۷ نفر جمعیت داشته و جمعیت آن در سال ۲۰۰۵ میلادی به ۴۹٫۸۷۵ نفر رسیده‌است.